# 上谢列布良卡农村居民点
上谢列布良卡农村居民点（俄语：Верхнесеребрянское сельское поселение）是俄罗斯联邦别尔哥罗德州罗韦尼基区所属的一个农村居民点。其下辖有3个居民点，行政中心为上谢列布良卡。据2016年统计，该农村居民点的人口为1200人。